# Quinto Gobierno de Kosyguin
El Quinto Gobierno de Kosyguin fue el gabinete de la Unión Soviética establecido en 1979 con Alekséi Kosyguin como jefe de Gobierno, desempeñándose como presidente del Consejo de Ministros. Kosyguin fue elegido como presidente una vez más, pero su gobierno solo duró poco más de un año debido a que sus problemas de salud lo llevaron a renunciar.

## Composición[1]
| Ministro                                                        | Titular                       | Partido |
| --------------------------------------------------------------- | ----------------------------- | ------- |
| Presidente                                                      | Alekséi Kosyguin              | PCUS    |
| Primer Vicepresidente                                           | Nikolái Tíjonov               | PCUS    |
| Vicepresidentes                                                 | Iván Arjípov                  | PCUS    |
| Vicepresidentes                                                 | Nikolái Baibakov              | PCUS    |
| Vicepresidentes                                                 | Veniamín Dymshits             | PCUS    |
| Vicepresidentes                                                 | Konstantín Katushev           | PCUS    |
| Vicepresidentes                                                 | Vladímir Kirillin             | PCUS    |
| Vicepresidentes                                                 | Yuri Marchuk                  | PCUS    |
| Vicepresidentes                                                 | Vladímir Nóvikov              | PCUS    |
| Vicepresidentes                                                 | Tijon Kiseliov                | PCUS    |
| Vicepresidentes                                                 | Mijaíl Lesetshko              | PCUS    |
| Vicepresidentes                                                 | Nikolái Martínov              | PCUS    |
| Vicepresidentes                                                 | Ignati Nóvikov                | PCUS    |
| Vicepresidentes                                                 | Ziya Nuriyev                  | PCUS    |
| Vicepresidentes                                                 | Leonid Smirnov                | PCUS    |
| Producción Agrícola                                             | Stepán Jitrov                 | PCUS    |
| Compras de Productos Agrícolas                                  | Grigori Zolotujin             | PCUS    |
| Agricultura                                                     | Valentín Mesiats              | PCUS    |
| Industria de Aviación                                           | Vasili Kazakov                | PCUS    |
| Instalaciones y Construcciones Especiales                       | Boris Bakin                   | PCUS    |
| Industria Automotriz                                            | Víktor Poliákov               | PCUS    |
| Industria de Materiales de Construcción                         | Alekséi Jasin                 | PCUS    |
| Industria Química                                               | Leonid Kostandov              | PCUS    |
| Aviación Civil                                                  | Boris Bugayev                 | PCUS    |
| Industria de Carbón                                             | Boris Bratchenko              | PCUS    |
| Comunicaciones                                                  | Nikolái Talyshin              | PCUS    |
| Construcción                                                    | Gueorgui Karavayev            | PCUS    |
| Construcción del Lejano Oriente y la Región Transbaikal         | Serguéi Bashilov              | PCUS    |
| Construcción de Industria Pesada                                | Nikolái Goldin                | PCUS    |
| Construcción de Industrias de Petróleo y Gas                    | Borís Scherbina               | PCUS    |
| Construcción de Maquinaria Petroquímica                         | Konstantín Brejov             | PCUS    |
| Construcción de Centrales Eléctricas                            | Víktor Krotov                 | PCUS    |
| Cultura                                                         | Piótr Demichev                | PCUS    |
| Construcción de Máquinas Viales                                 | Yefim Novosiolov              | PCUS    |
| Defensa                                                         | Dmitri Ustínov                | PCUS    |
| Industria Armamentística                                        | Pável Finogenov               | PCUS    |
| Educación                                                       | Mijaíl Prokófiev              | PCUS    |
| Industria de Equipos Eléctricos                                 | Alekséi Antónov               | PCUS    |
| Energía y Electrificación                                       | Piótr Neporozhni              | PCUS    |
| Industria Electrónica                                           | Aleksándr Shokin              | PCUS    |
| Finanzas                                                        | Vasili Garbuzov               | PCUS    |
| Industria Pesquera                                              | Vladímir Kamentsev            | PCUS    |
| Industria Alimentaria                                           | Voldemar Lein                 | PCUS    |
| Asuntos Exteriores                                              | Andréi Gromiko                | PCUS    |
| Comercio Exterior                                               | Nikolái Patolichev            | PCUS    |
| Industria de Gas                                                | Sabit Orúdzhev                | PCUS    |
| Geología                                                        | Yevgueni Kozlovski            | PCUS    |
| Salud                                                           | Boris Petrovski               | PCUS    |
| Maquinaria Pesada de Construcción                               | Vladímir Zhigalin             | PCUS    |
| Educación Superior                                              | Viacheslav Eliutin            | PCUS    |
| Construcción Industrial                                         | Aleksándr Tokaryev            | PCUS    |
| Sistemas de Instrumentación, Automatización y Control           | Konstantín Rúdnev (1979-1980) | PCUS    |
| Sistemas de Instrumentación, Automatización y Control           | Mijaíl Shkabardnia (1980)     | PCUS    |
| Asuntos Internos                                                | Nikolái Schiólokov            | PCUS    |
| Industria de Hierro y Acero                                     | Iván Kazanets                 | PCUS    |
| Justicia                                                        | Vladímir Terebílov            | PCUS    |
| Recuperación de Tierras y Conservación del Agua                 | Nikolái Vasíliev              | PCUS    |
| Industria Ligera                                                | Nikolái Tarásov               | PCUS    |
| Construcción de Maquinaria                                      | Viacheslav Bajirov            | PCUS    |
| Construcción de Máquinas Viales                                 | Yefim Novosiolov              | PCUS    |
| Construcción de Maquinaria para Industrias Ligera y Alimenticia | Iván Pudkov                   | PCUS    |
| Maquinaria para Cría y Alimentación de Ganado                   | Konstantín Belyak             | PCUS    |
| Ingeniería General                                              | Serguéi Afanásiev             | PCUS    |
| Herramientas-Máquinas de Construcción                           | Anatoli Kostousov             | PCUS    |
| Producción de Medios de Comunicación                            | Erien Pervyshin               | PCUS    |
| Industria Cárnica y Láctea                                      | Serguéi Antónov               | PCUS    |
| Industria Médica                                                | Afanasi Melnichenko           | PCUS    |
| Mecánica Mediana                                                | Yefim Slavski                 | PCUS    |
| Marina Mercante                                                 | Timoféi Guzenko               | PCUS    |
| Metalurgia No Ferrosa                                           | Piótr Lomako                  | PCUS    |
| Industria del Petróleo                                          | Nikolái Maltsev               | PCUS    |
| Industria de Petróleo y Petroquímica                            | Víktor Fiódorov               | PCUS    |
| Industria de Celulosa y Papel                                   | Konstantín Galantshin         | PCUS    |
| Industria de Radio                                              | Piótr Pleshakov               | PCUS    |
| Ferrocarriles                                                   | Iván Pavlovski                | PCUS    |
| Construcción Naval                                              | Mijaíl Yégorov                | PCUS    |
| Industria Forestal y Procesamiento de Madera                    | Nikolái Timoféyev             | PCUS    |
| Maquinaria Agrícola y Automovilística                           | Iván Sinitsyn (1979-1980)     | PCUS    |
| Maquinaria Agrícola y Automovilística                           | Aleksándr Yezhevski (1980)    | PCUS    |
| Comercio                                                        | Aleksándr Struyev             | PCUS    |
| Construcción de Transportes                                     | Iván Sosnov                   | PCUS    |
| Director Ejecutivo del Consejo de Ministros                     | Mijaíl Smirtiukov             | PCUS    |
| Comisión de Control Popular                                     | Alekséi Shkolnikov            | PCUS    |
| Comité Estatal de Planificación                                 | Nikolái Baibakov              | PCUS    |
| Comité de Seguridad del Estado                                  | Yuri Andrópov                 | PCUS    |